# Пот Аргир (доместик на схолите)
Пот Аргир ( на гръцки: Πόθος Ἀργυρός) е византийски аристократ и генерал, активен през първата половина на X век.

## Ранен живот
Той е най-големият син на магистър Евстатий Аргир, друнгарий на виглата при Лъв VI Мъдри (управлявал 886 – 912). Има двама братя, Лъв и Роман.  Около 910 г. Пот и брат му Лъв Аргир служели в двора като манглавити (лични телохранители на императора), когато баща им бил отровен, след като бил заподозрян от Лъв в заговор срещу него. Двамата братя ексхумирали тялото на баща си, първоначално погребан в Спинин, и го пренесли в Харсианон, където го препопогребали в родовия манастир „Света Елисавета“, основан от техния дядо Лъв Аргир. Съответно, той е роден вероятно около 890 г. или малко по-късно.

## Военна кариера
И Пот, и брат му Лъв преследват военна кариера и достигат високи постове. Около 921 г. Пот е назначен на поста доместик на схолите от Роман I Лакапин (управлявал 920 – 944) на мястото на Адралест, който бил починал наскоро. „Най-красив и опитен мъж“, според Теофановия продължител, той е изпратен да противодейства на българското нашествие в Тракия по време на византийско-българската война от 913 – 927 г. Пот застава начело на столичната тагма. Когато българите достигнали Катасирти, Пот изпратил един разузнавателен отряд под ръководството на някой си турмарх Михаил, син на управителя на Адрианопол, който е нападнат от засада и унищожен. През 922 г. друго българско нашествие достигнало до Пиги, предградие на Константинопол. Роман изпраща срещу тях византийски войски, командвани от Йоан Ректор, който бил подпомаган от Пот и брат му Лъв, командващи тагмата на Етерията, заедно с части на флота под командването на Алексий Мозеле. Византийската армия претърпява съкрушително поражение в битката при Пиги в началото на април 922 г., губейки много мъртви и пленени. Пот и брат му обаче успяват да избягат и да намерят убежище в близката крепост, докато българите ограбват и опожаряват императорските дворци в Пиги и Стенон. Това бедствие очевидно поставило края на кариерата на Пот, за когото не се чува нищо повече по време на управлението на Роман I. 
Възможно е обаче той да бъде идентифициран със стратега на Елада Пот, който е служил в края на 940-те години. Човек със същото име, заемащ ранг патрикий и пост доместик на екскувитите, е засвидетелстван и през 958 г., когато разгромява един маджарски набег, който достигнал околностите на Константинопол на 11 април. Докато някои учени смятат двамата мъже за идентични,  експертите по византийска просопография Жан-Клод Шейне и Жан-Франсоа Ваниер го смята за малко вероятно, като се има предвид, че през 921 г. братът на Пот е бил достатъчно възрастен, за да има син на възраст за женитба, и предполагат, че командирът от 958 г. е бил друг член на семейството, вероятно внук или на Лъв, или на Пот. 

## Препратки
1. ↑  Според Шейне и Ваниер Лъв Аргир е най-големият син на Евстатий Аргир (виж 
Vannier 1975, no.4 и 
Cheynet & Vannier 2003, с. 60). В Prosopographie der mittelbyzantinischen Zeit обаче за първороден син на Евстатий е сочен Пот Аргир, а Лъв е представен като по-малкия (
PmbZ, Pothos Argyros (# 26730), Leon Argyros (# 24399)).
2. ↑  Tougher 1997, с. 211.
3. ↑  Vannier 1975, 5. – Pothos Argyros (?-après avril 958); Tougher 1997, с. 211; Cheynet & Vannier 2003, с. 58, 60; PmbZ, Pothos Argyros (#26730).
4. 1 2  PmbZ , Pothos Argyros (#26730).
5. ↑  Cheynet & Vannier 2003, с. 60 – 62.
6. 1 2  Guilland 1967, с. 441; PmbZ, Pothos Argyros (#26730).
7. 1 2  Vannier 1975, 5. – Pothos Argyros (?-après avril 958); PmbZ, Pothos Argyros (#26730).
8. ↑  PmbZ, Pothos Argyros (#26730); Cheynet & Vannier 2003, с. 62.
9. ↑  PmbZ, Pothos Argyros (#26730); Tougher 1997, с. 211.
10. ↑  Cheynet & Vannier 2003, с. 62, 64.